# Lingüística sincrònica
La lingüística sincrònica s'ocupa d'estudiar i descriure els fenòmens relatius a un idioma en un moment determinat de la seva evolució, a diferència de la lingüística diacrònica, que estudia els canvis que ha patit la llengua al llarg del temps. La distinció va ser formulada per Ferdinand de Saussure. Forma part de la lingüística general i pot comprendre tots els nivells de la llengua: des de la fonètica a la pragmàtica, passant per tots els components gramaticals i semàntics. La majoria d'anàlisis responen a aquest plantejament.

## Origen
La lingüística sincrònica neix a partir de les classes impartides per Ferdinand de Saussure a Ginebra, en el segon curs (1908-1909) descriu els fonaments de la disciplina fins al canvi que es produeix amb Noam Chomsky. Saussure creu que l'objectiu de lingüística és construir teoremes i demostrar-los, i evitar les afirmacions sense resoldre de la lingüística diacrònica del segle xix. Saussure entén el llenguatge com un sistema tancat i es basa en la geometria com a model de ciència.
Per aconseguir un model científic Saussure defineix què és una llengua. A diferència d'altres ciències la lingüística utilitza com a eina d'anàlisi el seu objecte, per evitar les correspondències divideix el llenguatge en dues parts: la langue, que és el poder i l'autoritat, l'organització que parla de com utilitza la llengua un individu, i la parole, que és l'acte individual que aconsegueix el seu propòsit mitjançant les convencions socials que formen una llengua.
A partir de l'anàlisi semiòtica de la llengua Saussure enumera les propietats que distingeixen els idiomes d'altres sistemes de signes:
- Els signes tenen un caràcter arbitrari, per tant no hi ha relació entre el signe i la cosa que designa. Per exemple el signe “P” per a un parlant del català indica el so /p/ i per a un rus indica el so /r/. La relació entre el signe i allò que designa depèn del sistema de referència.
- El valor dels signes es purament negatiu i diferencial: Es poden escriure infinites variacions del signe “P” amb valor diferencial, fins que es converteix en un signe diferent, per exemple “D” amb valor negatiu.
- Indiferència cap als mitjans de producció: No es fa cap diferència quan s'escriu una “P” en negre sobre blanc, en una pissarra, en una paret, en relleu... De la mateixa manera, el llenguatge sempre es pot traslladar per mitjà oral o escrit de forma convencional.
La lingüística estudia principalment la llengua, que és una abstracció que es pot reduir en un sistema de signes, on cada signe està unit a un altre. Si s'introdueix un nou signe al sistema l'espai del sistema es veurà completament alterat, i en el pitjor dels casos una llengua amb dos signes comportarà una meitat amb cadascun dels dos.

## Mètodes d'anàlisi de la lingüística sincrònica

### Lingüística estructural
La lingüística estructural va ser treballada pels investigadors de la tradició postbloomfieldiana. L'estructuralisme sorgeix com una reacció enfront de les recerques lingüístiques confrontades de la gramàtica comparada, enfront de les recerques diacròniques de la gramàtica històrica i enfront de les recerques positivistes dels neogramàtics.
Aquest moviment va proposar una nova concepció dels fets del llenguatge, i els va considerar com un sistema en què diversos elements ofereixen entre si una relació de solidaritat i de dependència tal que formen una estructura. La noció de llengua com a “sistema” era anterior a Saussure, amb ell es reforça aquesta idea i va agregar que la llengua és “forma” i no “substància” i que les unitats de la llengua només poden definir-se mitjançant les seves relacions.

### Gramàtica generativa
La gramàtica generativa és una teoria apareguda la segona meitat del segle XX de la mà de Noam Chomsky. Per aquesta la gramàtica és un sistema de regles i transformacions que generen les combinacions de mots que són considerades frases gramaticalment correctes d'una llengua.
La gramàtica generativa s'ha basat en l'estudi de la sintaxi i considera aspectes de la lingüística com la morfologia i la fonologia. Els dos pilars fonamentals de la gramàtica generativa són el caràcter innat de la facultat humana del llenguatge i la competència lingüística del parlant nadiu.

### Tagmèmica
El sistema d'anàlisi tagmèmica, el va presentar Keneth Lee Pike i considera que el llenguatge té tres modes: fonologia, gramàtica i lexicó. La relació entre fonologia-fonema i lexicó-morfema té un paral·lel en la relació gramàtica, el tagmema.
Aquesta anàlisi distingeix entre unes unitats essencials (tagmemes) i unitats no essencials (tagmes). Les construccions són resultat de l'encadenament de tagmemes i s'anomenen sitagmemes. Les unitats gramaticals s'organitzen de forma jeràrquica en nivells: morfemes, paraules, sintagmes, clàusules, oracions...

### Gramàtica estratificacional
És un model de gramàtica formulat per Sydney Lamb en el qual concep la llengua com un sistema de diversos estrats estructurals, la majoria de llengües tenen sis estrats:
- La fonologia té els estrats fonètic i fonèmic.
- La gramàtica té els estrats morfètic i lexèmic.
- La semiologia té els estrats semèmic i simàntic.
Cada estrat s'organitza amb un seguit de “sistemes estratals” i cada sistema s'ocupa d'un aspecte de l'estructura lingüística que ha de rebre una descripció independentment de les estructures que operen als altres estrats. Hi ha dos tipus de patrons: l'anàlisi tàctic i l'anàlisi realitzatiu.

### Escola de Praga
L'escola de Praga va tenir un gran nombre d'investigadors, sobretot europeus, que encara que no fossin de l'escola, molts van basar els seus estudis en les obres de Vilém Mathesius, Nikolay Trubetskoy, Roman Jackobson i d'altres estudiosos que vivien a Praga a l'època de la d'entreguerres.
Les tesis particulars ens mostren una diversificació dels temes pels que s'interessen, així tracten qüestions generals i eslaves, sincròniques i diacròniques, fonològiques, gramaticals i lèxiques. Alhora també examinen les funcions de la llengua i la diferència entre llengua parlada i escrita, els problemes de la llengua culta, la cultura lingüística...
En aquestes tesis exposen a grans trets els temes que tractarien amb profunditat durant els anys 30.